# Pollinio

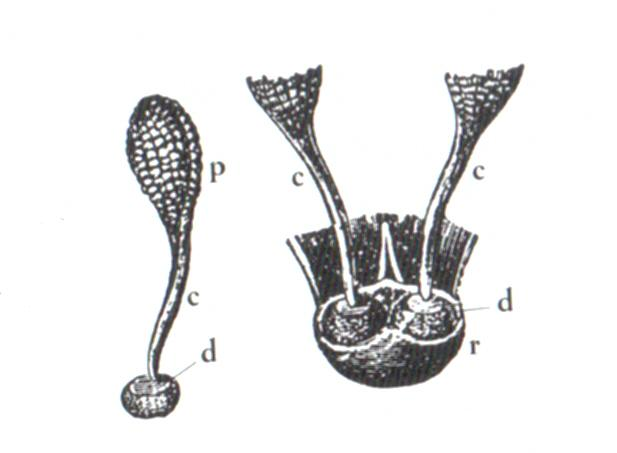
Pollinio di Orchis mascula
p.masse polliniche - c.caudicola - d.retinacolo o viscidio - r.rostello
(tratto da:Charles Darwin, op.cit., p.18)

Il pollinio o pollinodio è una struttura presente nel fiore delle Orchidaceae, ma anche di alcune Apocynaceae, formata da granuli di polline agglutinati.
È costituito dalle masse polliniche, aggregati globulari di polline, sorretti da una struttura filamentosa più o meno lunga detta caudicola alla cui base è presente una ghiandola viscosa di forma discoidale o sferica, detta retinacolo o viscidio. L'insieme di due o più pollinii e delle loro strutture accessorie è detto pollinario.

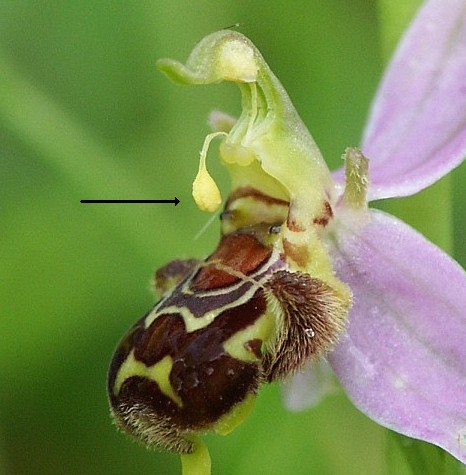
Pollinio di Ophrys apifera
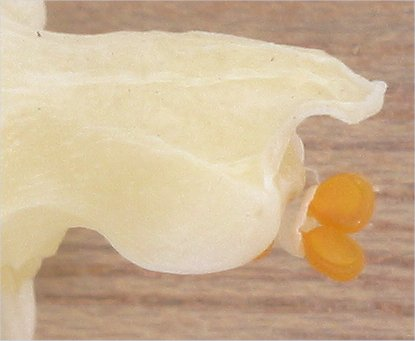
Pollinii di Phalaenopsis sp.
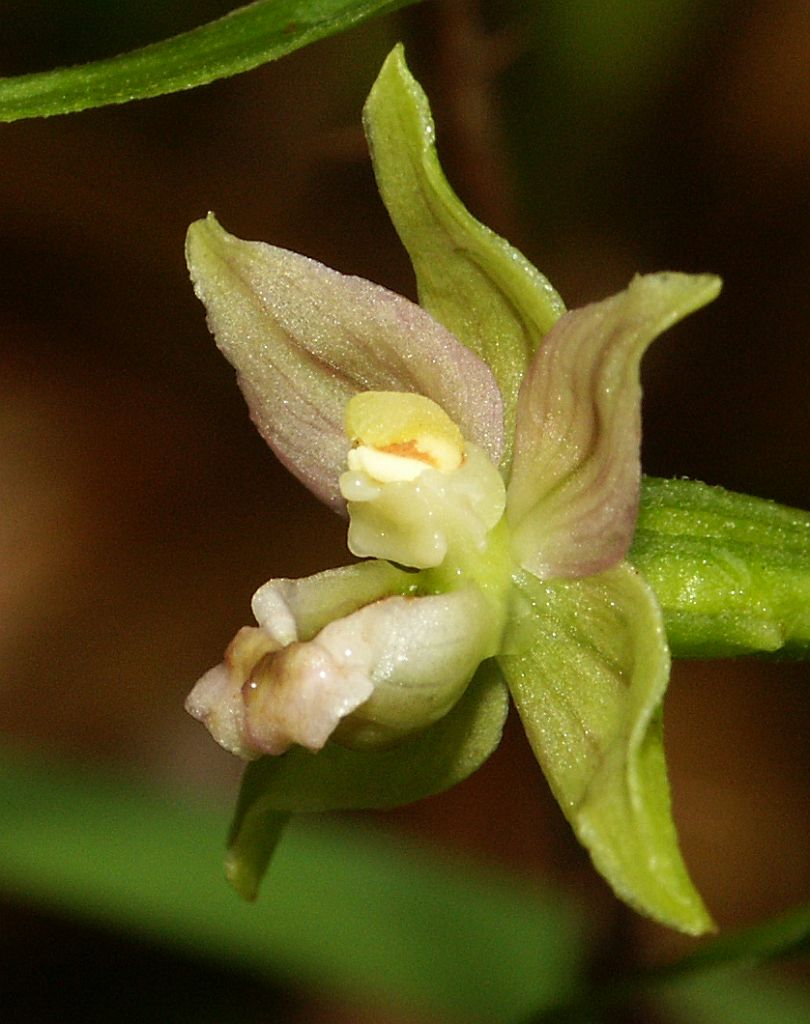
Pollinii di Epipactis helleborine